# Irminger-áramlat
Az Irminger-áramlat az Északi-Atlanti-óceánban Izlandtól délre halad keletről nyugati irányba. Az Északi-Atlanti-óceán nagy körkörös áramlásának, a Golf-áramlat széles értelemben vett rendszerének része, illetve ezen belül az Észak-atlanti-áramlat nyugatra forduló leágazása.

## Elnevezése
Nevét, csakúgy, mint az Irminger-tenger és az az alatt elterülő Irminger-medence Carl Ludvig Christian Irminger (1802–1888) dán tengerészkapitány, altengernagy után kapta, aki az Északi-Atlanti-óceán áramlatait kutatta és 1853-ban elsőként írta le a Golf-áramlat rendszerének ezt az ágát. Irminger több jelentős tanulmányt is nyilvánosságra hozott kutatásairól.

## Leírása
Az Irminger-áramlat vize, ami eredendően a Golf-áramlatból származik, a környezetéhez képest viszonylag meleg (4-12°C) és magas sótartalmú (3,5%). Az Izland környéki sekélyebb vizeket elérve az áramlat nagy szerepet játszik a szigettől délre és nyugatra a gazdag tengeri élővilág kialakulásában. Izlandtól délnyugatra az áramlat két részre oszlik, egyik ága észak felé fordulva mintegy körülöleli a szigetet és attól északra keleti irányba fordul, a másik ága folytatja útját nyugatra, Grönland felé, az ott elterülő Irminger-tengerbe, majd ott délre fordul.

## Gazdasági jelentősége
Nagyrészt az Irminger-áramlat vize alapozta meg Izland tengeri élővilágának az algáktól a sok nemes halfajtán át a bálnákig és más emlősökig terjedő gazdagságát, és ennek révén az egész ország gazdaságára nézve döntő jelentőségű izlandi halászatot.